# Pelerinajul lui Childe Harold
Pelerinajul lui Childe Harold (în engleză Childe Harold's Pilgrimage) este un poem narativ lung, alcătuit din 4 părți, al cărui autor este Lord Byron. A fost publicat între anii 1812 și 1818 și este dedicat unei „oceanide”. Poemul descrie călătoriile și reflecțiile unui tînăr obosit de lume, dezămăgit de o viață plină de plăcere și orgie, căutînd aventuri pe pămînturi străine. În sens larg, este o expresie a melancoliei și dezămăgirii simțite de generațiile obosite de războaiele epocilor post-revoluționare și Napoleoniene. Denumirea poemului provine de la termenul childe, titlu medieval al unui bărbat care se candidează pentru rangul de cavaler. 

## Origine
Poemul conține elemente ce par a fi autobiografice, întrucît Byron a produs o parte o poemului său în baza experienței căpătate în timpul călătoriile prin Portugalia, Marea Mediterană și Marea Egee între anii 1809 și 1811. „Oceanida” din dedicația poemului este un termen de alintare, folosit pentru doamna Charlotte Harley. Charlotte Bacon, născută Harley, avea în jur de 11 ani când a fost publicat pentru prima dată poemul „Pelerinajul lui Childe Harold”. De-a lungul poemului lui Byron, personajul Childe Harold regretă tinerețea pierdută, prin urmare reevaluându-și preferințele în viață și reproiectându-și personalitatea, lamentându-se asupra diverselor evenimente istorice, printre care se numără și Războiul Peninsular iberic.
În ciuda ezitării inițiale a lui Byron în legătură cu publicarea primelor două cînturi din cauza că simțea că s-a dezvăluit prea mult în operă, acestea au fost publicate, la îndemnul prietenilor, de către John Murray în 1812, ambele poemele și însuși autorul atrăgînd imediat și pe neașteptate atenția publicului. Mai tîrziu Byron scria: „M-am trezit într-o dimineață și am descoperit că sunt faimos”. Primele două cânturi din ediția lui John Murray au fost ilustrate de către Richard Westall, renumit pictor și grafician, care a fost însărcinat mai apoi să picteze portretele lui Byron.

## Eroul byronian
Lucrarea a oferit primul exemplu de erou byronian. Ideea de erou byronian constă din multe și diverse trăsături. Eroul trebuie să aibă un nivel intelectual și de înțelegere destul de înalt, precum să fie capabil să se adapteze cu ușurință la situații noi și să folosească istețimea pentru propriul profit. Din această descriere este clar că eroul este bine educat și, în plus, are un gust rafinat. În afară de farmecul evident și de atractivitatea pe care o creează în mod automat, el luptă cu integritatea sa, fiind predispus frecventelor schimbări ale dispoziției. În general, eroul manifestă lipsă de respect pentru anumite persoane ale autorității, în acest mod conturîndu-se imaginea eroului Byronian în calitate de exilat sau proscris. 
Eroul, de asemenea, are tendința de a fi arogant sau cinic, consolîndu-se printr-un comportament auto-distructiv, simțind nevoia de a seduce femei. Cu toate că atracția sexului opus prin comportamentul misterios este destul de utilă, deseori îi creează și probleme. De atunci, personajele ce dețin calitățile eroului Byronian au apărut în romane, filme și piese de teatru.

## Structura
Poemul conține patru cânturi, scrise în strofe spenseriene, constînd din 8 versuri iambice, urmate de un vers alexandrin (vers iambic din 12 silabe) și tipul rimei este ABABBCBCC.

## Interpretări
Childe Harold a devenit un mijloc de exprimare a convingerilor și ideilor proprii lui Byron; într-adevăr, în prefața Cîntului IV, Byron recunoaște că există puține sau nici o diferență între autor și protagonist. Potrivit opiniei lui Jerome McGann, mascîndu-se în spatele unui artificiu literar, Byron a fost în stare să exprime idea că „cea mai mare tragedie a omului este că el poate concepe o perfecțiune pe care nu o poate atinge”.